# 藏南绿南星
藏南绿南星（学名：Arisaema jacquemontii）为天南星科天南星属的植物。分布于尼泊尔、巴基斯坦、印度、锡金、克什米尔地区、不丹以及中国大陆的西藏等地，生长于海拔1,900米至4,500米的地区，一般生长在高山针叶林的林间隙地以及五花草甸上，目前尚未由人工引种栽培。